# سلسو راث
سلسو راث (پرتغالی: Celso Roth؛ زادهٔ ۳۰ نوامبر ۱۹۵۷) مربی فوتبال اهل برزیل است.
از باشگاه‌هایی که در آن بازی کرده‌است می‌توان به تیم ملی فوتبال برزیل اشاره کرد.